# Franz Xaver Schwäbl

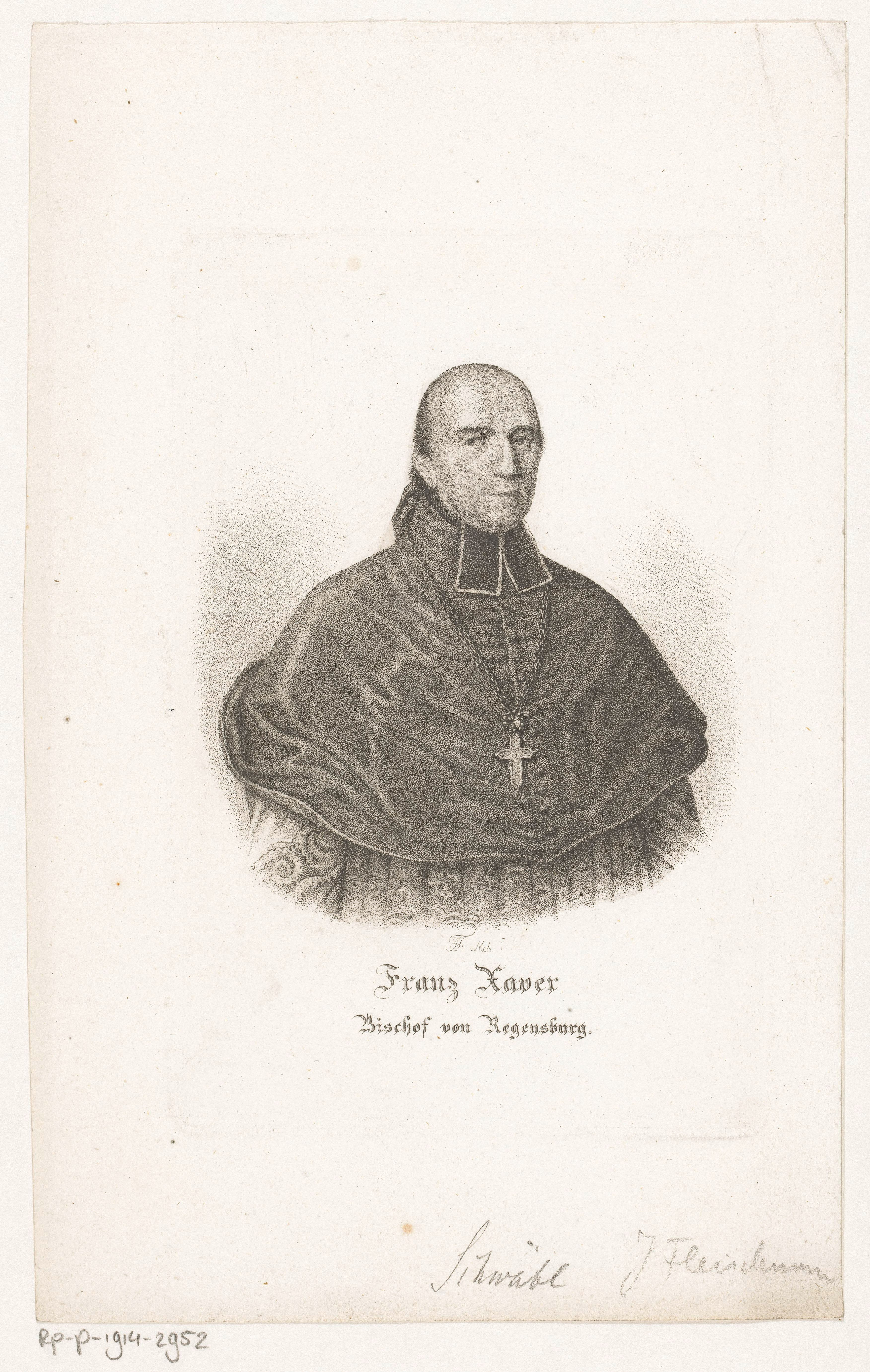
Bischof Franz Xaver Schwäbl, zeitgenössischer Stich

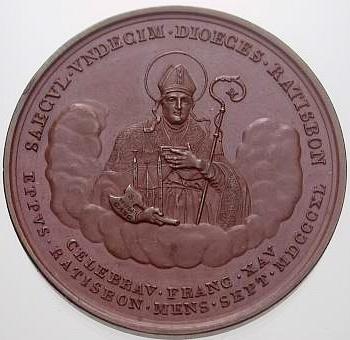
Medaille, 1100 Jahre Bistum Regensburg, 1840; mit Porträt von Bischof Schwäbl.

Franz Xaver Schwäbl (* 14. November 1778 in Reisbach; † 12. Juli 1841 in Regensburg) war Bischof von Regensburg.

## Biografie
Schwäbl war das 21. Kind des Reisbacher Bäckers Wolfgang Schwäbl († 1788). Seine Mutter Maria († 1809) war eine geborene Brunner. Nach dem Besuch des Gymnasiums in Salzburg und des Lyzeums in München trat Franz Xaver Schwäbl 1798 in das Institut der Bartholomäer in Ingolstadt ein. Das Studium der Theologie absolvierte er in Ingolstadt und – nach Verlegung der bayerischen Landesuniversität – in Landshut. In Landshut gehörte er zu den Schülern von Johann Michael Sailer, der sein theologisches Denken und seine kirchliche Haltung entscheidend prägte.
1801 empfing Schwäbl in Regensburg die Priesterweihe und war in den nächsten Jahren vor allem in der Seelsorge tätig. Auf Empfehlung des bayerischen Kronprinzen Ludwig, der ihn bei einem Kuraufenthalt in Bad Brückenau kennen und schätzen gelernt hatte, wurde Schwäbl 1823 als Kanonikus in das Münchner Metropolitankapitel berufen. Erzbischof Lothar Anselm Freiherr von Gebsattel betraute ihn mit der Aufsicht über die Priesterausbildung im Erzbistum München-Freising.
Nach dem Tode des Regensburger Bischofs Johann Michael Sailer hatte König Ludwig I. von Bayern den dortigen Weihbischof Georg Michael Wittmann zu dessen Nachfolger bestimmt. Als dieser jedoch bereits vor dem Eintreffen der päpstlichen Bestätigung verstarb, ernannte der König am 12. März 1833 Franz Xaver Schwäbl zum neuen Bischof von Regensburg. Am 15. April 1833 wurde Schwäbl in München zum Bischof geweiht und am 1. Juni 1833 feierlich im Dom von Regensburg inthronisiert.
Als Bischof bemühte sich Franz Xaver Schwäbl um die Erneuerung der Seelsorge: Die Priesterausbildung wurde reformiert, für alle Dekanate des Bistums Regensburg ordnete er die jährliche Abhaltung von Synoden an und zur Verbesserung der Glaubensunterweisung wurde für das Bistum ein einheitlicher „Jugend- und Volkskatechismus“ eingeführt. Auch an der Wiederbelebung des Kloster- und Ordenslebens in seinem Bistum nahm der Bischof eifrig Anteil; so unterstützte er z. B. die von der Benediktinerabtei Metten betriebene Wiedererrichtung des unweit von Regensburg gelegenen Klosters Weltenburg. In seine Amtszeit fällt auch die Regotisierung des Domes in Regensburg (1835–1839).
Kurz vor seinem Lebensende sah Bischof Schwäbl sich heftigen Angriffen ultramontaner katholischer Kreise ausgesetzt, die zunehmend das kirchliche Leben in Bayern bestimmten. Anlass für die Schmähungen gegen Schwäbl war, dass er dem Münchner Hofprediger Anton Eberhard die für das Bistum Regensburg erteilte Predigterlaubnis wieder entzogen hatte, nachdem dieser in mehreren Predigten allzu heftig über Protestanten und katholisch-evangelische Mischehen sich ereifert hatte.
In sozialer Hinsicht ist seine Vita – vom Bäckersohn zum hohen Kleriker – paradigmatisch für den Umbruch der Kirchenhierarchie, die nach den Umbrüchen um 1800 die hohen Kirchenämter für Personen nichtadeliger Herkunft geöffnet hatte.

## Werke (Auswahl)
- Kurze und lehrreiche Parabeln, 1831.
- Epistola pastoralis Reverendissimi Domini Francisci Xaverii Episcopi Ratisbonensis ad clerum suum dioecesanum, 1833.
- Hirtenworte (Sammlung postum), 1842.